# Liste der Naturdenkmale im Amt Seenlandschaft Waren
Die Liste der Naturdenkmale in Amt Seenlandschaft Waren nennt die Naturdenkmale im Amt Seenlandschaft Waren im Landkreis Mecklenburgische Seenplatte in Mecklenburg-Vorpommern.

## Grabowhöfe
| Bild | Nr.        | Bezeichnung     | Standort                           | Beschreibung | Schutzzweck | Verordnung |
| ---- | ---------- | --------------- | ---------------------------------- | ------------ | ----------- | ---------- |
| BW   | 2341/443-0 | Birne           | (53° 36′ 39,2″ N, 12° 35′ 0,6″ O)  | [ 1 ]        |             |            |
| BW   | 2341/442-0 | Stieleiche      | (53° 36′ 27,4″ N, 12° 34′ 46,2″ O) | [ 2 ]        |             |            |
| BW   | 2341/410-0 | Stieleiche      | (53° 36′ 13,3″ N, 12° 35′ 16,1″ O) | [ 3 ]        |             |            |
| BW   | 2341/446-0 | Vogelkirsche    | (53° 36′ 40,7″ N, 12° 34′ 57,7″ O) | [ 4 ]        |             |            |
| BW   | 2341/411-0 | Stieleiche      | (53° 36′ 34,2″ N, 12° 34′ 19,6″ O) | [ 5 ]        |             |            |
| BW   | 2341/413-0 | 2 Stieleichen   | (53° 36′ 35,3″ N, 12° 34′ 18,1″ O) | [ 6 ]        |             |            |
| BW   | 2341/412-0 | 3 Stieleichen   | (53° 36′ 34,6″ N, 12° 34′ 18,5″ O) | [ 7 ]        |             |            |
| BW   | 2341/409-0 | 2 Stieleichen   | (53° 36′ 10,1″ N, 12° 35′ 16,4″ O) | [ 8 ]        |             |            |
| BW   | 2441/406-0 | 19 Walnussbäume | (53° 35′ 52,8″ N, 12° 33′ 11,2″ O) | [ 9 ]        |             |            |
| BW   | 2441/405-0 | Stieleiche      | (53° 35′ 5,3″ N, 12° 34′ 30″ O)    | [ 10 ]       |             |            |
| BW   | 2441/402-0 | 19 Stieleichen  | (53° 34′ 57,4″ N, 12° 34′ 26,8″ O) | [ 11 ]       |             |            |
| BW   | 2441/403-0 | Stieleiche      | (53° 34′ 49,8″ N, 12° 34′ 22,1″ O) | [ 12 ]       |             |            |
| BW   | 2441/404-0 | 2 Stieleichen   | (53° 34′ 49,4″ N, 12° 34′ 29,6″ O) | [ 13 ]       |             |            |
| BW   | 2441/444-0 | Tulpenbaum      | (53° 35′ 41,6″ N, 12° 38′ 22,6″ O) | [ 14 ]       |             |            |
| BW   | 2441/408-0 | Eiche           | (53° 34′ 58,8″ N, 12° 39′ 19,1″ O) | [ 15 ]       |             |            |
| BW   | 2441/407-0 | Stieleiche      | (53° 34′ 53,4″ N, 12° 38′ 53,5″ O) | [ 16 ]       |             |            |
| BW   | 2441/401-0 | 2 Eichen        | (53° 33′ 43,9″ N, 12° 35′ 44,5″ O) | [ 17 ]       |             |            |

## Groß Plasten
21 dendrologische Naturdenkmale

## Hohen Wangelin
Hier sind keine Naturdenkmale bekannt.

## Jabel
| Bild | Nr.        | Bezeichnung | Standort                           | Beschreibung | Schutzzweck | Verordnung |
| ---- | ---------- | ----------- | ---------------------------------- | ------------ | ----------- | ---------- |
| BW   | 2441/410-0 | Eiche       | (53° 33′ 19,1″ N, 12° 32′ 32,6″ O) | [ 18 ]       |             |            |
| BW   | 2441/412-0 | Eiche       | (53° 31′ 40,1″ N, 12° 33′ 20,2″ O) | [ 19 ]       |             |            |

## Kargow
| Bild | Nr.        | Bezeichnung  | Standort                                                               | Beschreibung                                                                              | Schutzzweck | Verordnung |
| ---- | ---------- | ------------ | ---------------------------------------------------------------------- | ----------------------------------------------------------------------------------------- | ----------- | ---------- |
| BW   | 2442/426-0 | Stieleiche   | (53° 29′ 57,5″ N, 12° 46′ 31,1″ O)                                     | [ 20 ]                                                                                    |             |            |
| BW   | 2542/405-0 | Stieleiche   | (53° 29′ 6″ N, 12° 45′ 34,6″ O)                                        | [ 21 ]                                                                                    |             |            |
| BW   | 2543/05D-0 | Kiefer       | (53° 26′ 31,9″ N, 12° 49′ 58,8″ O)                                     | [ 22 ]                                                                                    |             |            |
| BW   | 2543/0DT-0 | Winter-Linde | Speck, Ortsteil der Gemeinde Kargow (53° 26′ 17,2″ N, 12° 50′ 18,6″ O) | Höhe (m) 17; Durchmesser (m) 4; Inhaltliche Ersterfassung 22.04.2010, Dr. Angelika Halama |             |            |
| BW   | 2543/905-0 | Stieleiche   | (53° 25′ 57,4″ N, 12° 50′ 53,9″ O)                                     | [ 24 ]                                                                                    |             |            |

## Klink
Zwei geologische Naturdenkmale, 41 dendrologische Naturdenkmale

## Klocksin
| Bild | Nr.        | Bezeichnung | Standort                           | Beschreibung | Schutzzweck | Verordnung |
| ---- | ---------- | ----------- | ---------------------------------- | ------------ | ----------- | ---------- |
| BW   | 2341/439-0 | Stieleiche  | (53° 38′ 30,5″ N, 12° 35′ 8,5″ O)  | [ 25 ]       |             |            |
| BW   | 2341/472-0 | Birne       | (53° 38′ 23,6″ N, 12° 35′ 15,7″ O) | [ 26 ]       |             |            |

## Moltzow
Über 40 dendrologische Naturdenkmale

## Peenehagen
Drei geologische Naturdenkmale (drei Findlinge und eine Quelle) sowie über 40 dendrologische Naturdenkmale

## Schloen-Dratow

### Geologische Naturdenkmale
| Bild | Nr.        | Bezeichnung          | Standort                         | Beschreibung        | Schutzzweck | Verordnung |
| ---- | ---------- | -------------------- | -------------------------------- | ------------------- | ----------- | ---------- |
| BW   | 2442/0F3-0 | Findling Groß Dratow | (53° 30′ 27,7″ N, 12° 48′ 22″ O) | NB laut TK 10 (DDR) |             |            |
| BW   | 2442/4I7-0 | Findling Groß Dratow | (53° 30′ 28,8″ N, 12° 48′ 54″ O) | NB laut TK 10 (DDR) |             |            |

### Dendrologische Naturdenkmale
| Bild | Nr.        | Bezeichnung | Standort                           | Beschreibung | Schutzzweck | Verordnung |
| ---- | ---------- | ----------- | ---------------------------------- | ------------ | ----------- | ---------- |
| BW   | 2442/467-0 | Eiche       | (53° 32′ 24″ N, 12° 46′ 19,6″ O)   | [ 29 ]       |             |            |
| BW   | 2442/434-0 | Stieleiche  | (53° 32′ 20,8″ N, 12° 46′ 28,9″ O) | [ 30 ]       |             |            |
| BW   | 2442/439-0 | Stieleiche  | (53° 32′ 17,5″ N, 12° 46′ 31,4″ O) | [ 31 ]       |             |            |
| BW   | 2442/466-0 | Stieleiche  | (53° 32′ 13,2″ N, 12° 46′ 58,8″ O) | [ 32 ]       |             |            |
| BW   | 2442/428-0 | Stieleiche  | (53° 32′ 43,8″ N, 12° 48′ 6,5″ O)  | [ 33 ]       |             |            |
| BW   | 2442/461-0 | Linde       | (53° 32′ 37,3″ N, 12° 48′ 26,6″ O) | [ 34 ]       |             |            |
| BW   | 2442/457-0 | Birne       | (53° 32′ 40,9″ N, 12° 48′ 41,8″ O) | [ 35 ]       |             |            |
| BW   | 2442/454-0 | Stieleiche  | (53° 32′ 39,1″ N, 12° 48′ 44,3″ O) | [ 36 ]       |             |            |
| BW   | 2442/449-0 | Platane     | (53° 32′ 37″ N, 12° 48′ 54″ O)     | [ 37 ]       |             |            |
| BW   | 2442/445-0 | Birne       | (53° 32′ 36,2″ N, 12° 48′ 57,2″ O) | [ 38 ]       |             |            |
| BW   | 2442/437-0 | Winterlinde | (53° 31′ 14,9″ N, 12° 48′ 55,8″ O) | [ 39 ]       |             |            |
| BW   | 2442/424-0 | Stieleiche  | (53° 31′ 18,1″ N, 12° 49′ 0,8″ O)  | [ 40 ]       |             |            |
| BW   | 2442/443-0 | Stieleiche  | (53° 31′ 27,5″ N, 12° 49′ 28,2″ O) | [ 41 ]       |             |            |
| BW   | 2442/431-0 | Birne       | (53° 31′ 36,8″ N, 12° 49′ 36,5″ O) | [ 42 ]       |             |            |
| BW   | 2442/447-0 | Stieleiche  | (53° 30′ 42,5″ N, 12° 49′ 50,5″ O) | [ 43 ]       |             |            |
| BW   | 2443/406-0 | Stieleiche  | (53° 30′ 30,2″ N, 12° 49′ 56,3″ O) | [ 44 ]       |             |            |
| BW   | 2443/448-0 | Stieleiche  | (53° 30′ 53,3″ N, 12° 50′ 9,6″ O)  | [ 45 ]       |             |            |
| BW   | 2443/408-0 | Stieleiche  | (53° 30′ 27,7″ N, 12° 51′ 59,8″ O) | [ 46 ]       |             |            |
| BW   | 2543/430-0 | Stieleiche  | (53° 28′ 33,2″ N, 12° 52′ 18,8″ O) | [ 47 ]       |             |            |

## Torgelow am See

### Geologisches Naturdenkmal
| Bild | Nr.        | Bezeichnung | Standort                       | Beschreibung | Schutzzweck | Verordnung |
| ---- | ---------- | ----------- | ------------------------------ | ------------ | ----------- | ---------- |
| BW   | 2442/515-0 | Findling    | (53° 31′ 44″ N, 12° 45′ 18″ O) | [ 48 ]       |             |            |

### Dendrologische Naturdenkmale
| Bild | Nr.        | Bezeichnung | Standort                           | Beschreibung    | Schutzzweck | Verordnung |
| ---- | ---------- | ----------- | ---------------------------------- | --------------- | ----------- | ---------- |
| BW   | 2442/477-0 | Eiche       | (53° 32′ 25,4″ N, 12° 45′ 14,8″ O) | [ 49 ]          |             |            |
| BW   | 2442/429-0 | Eiche       | (53° 33′ 5″ N, 12° 44′ 51″ O)      | teilweise/Ruine |             |            |
| BW   | 2442/463-0 | Buche       | (53° 33′ 22,3″ N, 12° 44′ 37″ O)   | [ 51 ]          |             |            |
| BW   | 2442/435-0 | Eiche       | (53° 33′ 14,8″ N, 12° 45′ 33,1″ O) | [ 52 ]          |             |            |
| BW   | 2442/440-0 | Eiche       | (53° 33′ 15,1″ N, 12° 45′ 36,4″ O) | [ 53 ]          |             |            |
| BW   | 2442/446-0 | Eiche       | (53° 33′ 45,4″ N, 12° 46′ 22,8″ O) | Lage falsch!    |             |            |
| BW   | 2442/455-0 | Platane     | (53° 33′ 40,3″ N, 12° 46′ 30,4″ O) | [ 55 ]          |             |            |
| BW   | 2442/462-0 | Blutbuche   | (53° 33′ 32,8″ N, 12° 46′ 33,2″ O) | [ 56 ]          |             |            |
| BW   | 2442/458-0 | Platane     | (53° 33′ 39,6″ N, 12° 46′ 37,2″ O) | [ 57 ]          |             |            |

## Vollrathsruhe
| Bild | Nr.        | Bezeichnung         | Standort                           | Beschreibung | Schutzzweck | Verordnung |
| ---- | ---------- | ------------------- | ---------------------------------- | --- | ----------- | ---------- |
| BW   | 2340/61E-0 | Eichen              | (53° 38′ 52,4″ N, 12° 27′ 59″ O)   | [ 58 ] |             |            |
| BW   | 2340/6E5-0 | Baum                | (53° 38′ 53,5″ N, 12° 28′ 7,3″ O)  | ND laut TK 10 |             |            |
| BW   | 2340/6EF-0 | Huteeiche           | (53° 37′ 59,2″ N, 12° 28′ 44″ O)   | [ 60 ] |             |            |
| BW   | 2340/6EM-0 | Huteeiche           | (53° 38′ 20″ N, 12° 29′ 2,4″ O)    | [ 61 ] |             |            |
| BW   | 2340/6EN-0 | Huteeiche           | (53° 38′ 17,9″ N, 12° 29′ 2,4″ O)  | [ 62 ] |             |            |
| BW   | 2340/6ER-0 | Huteeiche           | (53° 38′ 4,2″ N, 12° 29′ 5,6″ O)   | [ 63 ] |             |            |
| BW   | 2340/6EL-0 | Huteeiche           | (53° 38′ 2″ N, 12° 29′ 2″ O)       | [ 64 ] |             |            |
| BW   | 2340/6EP-0 | Huteeiche           | (53° 38′ 2″ N, 12° 29′ 4,9″ O)     | [ 65 ] |             |            |
| BW   | 2340/0I9-0 | Hängeblutbuche      | (53° 38′ 41,3″ N, 12° 29′ 28,7″ O) | Da der Kronenrand direkt an der Straße endet, fällt sie Vorbeikommenden sofort auf. Inhaltliche Ersterfassung 19.07.2007, Matthias Abraham |             |            |
| BW   | 2340/6EX-0 | Huteeiche           | (53° 38′ 17,5″ N, 12° 29′ 34,4″ O) | [ 67 ] |             |            |
| BW   | 2340/6F0-0 | Huteeiche           | (53° 38′ 14,6″ N, 12° 29′ 45,2″ O) | [ 68 ] |             |            |
| BW   | 2340/6EV-0 | Huteeiche, Hutebaum | (53° 37′ 50,2″ N, 12° 29′ 30,1″ O) | [ 69 ] |             |            |